# Duff House
Duff House è un palazzo in architettura georgiana situato a Banff, nella contea di Aberdeenshire, in Scozia, adibito a galleria d'arte. Attualmente gestita da Historic Scotland, forma parte delle Gallerie Nazionali di Scozia ed è composta da interessanti stanze ammobiliate d'epoca e ospita una notevole gamma di tesori artistici. Organizza inoltre un regolare programma di eventi artistici e viene usata come base per pittori e scrittori.
La Galleria e l'adiacente tempio piscatorio e mausoleo sono classificati come monumenti di categoria A.

## Storia
La galleria Duff House è sita all'interno della Valle Deveron, progettata da William Adam e costruita tra il 1735 e il 1740 per William Duff, I conte Fife. Il palazzo è considerato uno dei più bei edifici del mondo in stile georgiano. Duff House fu originariamente costruita per William Duff di Braco, che divenne Conte di Fife nel 1759.
Nel XX secolo Duff House è stata rispettivamente un hotel, un sanatorio e un campo di prigionia. Dal 1995 Duff House fa parte delle National Galleries of Scotland e ospita una serie di tesori d'arte e di camere d'epoca superbamente arredate.